# Butiksdød
Butiksdød betegner det fænomen, at flere butikker lukker. Dette fænomen kan optræde, når vilkårene for butikshandel ændrer sig. Udtrykket er kendt siden 1964.